# إليمنتور
إليمنتور (بالإنجليزية: Elementor Ltd.)‏ هي شركة برمجيات إسرائيلية. يتيح برنامج منشئ موقع الويب إلمنتور لمستخدمي ووردبرس إنشاء مواقع الويب وتحريرها من خلال استخدام تقنية السحب والإفلات، مع وضع استجابة مدمج.  
بالإضافة إلى إصدار فريميوم ، يقدم برنامج الشركة أيضًا إصدارًا متميزًا من منشئ موقع الويب الخاص به - إلمنتور برو ، والذي يتضمن ميزات إضافية ووظائف إضافية. 
اعتبارًا من يناير 2021 ، كان برنامج إلمنتور متاحًا بأكثر من 57 لغة ويصنف ضمن أفضل 5 منشئي صفحات ووردبرس تقييمًا مع أكثر من 5 ملايين تثبيت نشط في جميع أنحاء العالم.  إنها منصة مفتوحة المصدر ومرخصة من GPLv3  وتشغل 2.24٪ من أفضل مليون موقع في العالم. 
في جولتها الأولى من التمويل المؤسسي، جمعت الشركة 15 مليون دولار من شركة Lightspeed Venture Partners . 

## تاريخ
تأسست الشركة في عام 2016 من قبل Yoni Luksenberg و Ariel Klikstein.
- مليون موقع ويب تم إنشاؤه باستخدام إلمنتور : 5 يوليو 2018 [10] [11]
- 2مليون موقع ويب تم إنشاؤه باستخدام إلمنتور : 18 فبراير 2019 [12]
- 3مليون موقع ويب تم إنشاؤه باستخدام إلمنتور : 14 أغسطس 2019 [13]
- 4M مليون موقع إلكتروني تم إنشاؤه باستخدام إلمنتور : 29 يناير 2020 [14]
- 5 ملايين موقع تم إنشاؤه باستخدام إلمنتور : 12 مايو 2020 [15]

في مايو 2019 ، حصل فريق إلمنتور رسميًا على موضوع "Hello" مدرجًا في WordPress.org.  موضوع Hello هو إطار عمل سمة مجردة مصمم خصيصًا للاقتران مع منشئ صفحة Elementor. 
في 31 مارس 2020 ، أطلقت إلمنتور شبكة خبراء لمنشئي الويب. 

### الجوائز
تم الاعتراف بـإلمنتور من قبل صحيفة الأعمال اليومية الإسرائيلية كالكاليست كواحدة من أفضل 50 شركة ناشئة إسرائيلية واعدة لعام 2019. 

### الشراكات والاستحواذ
في عام 2019 ، استحوذت الشركة على Layers WP - علامة تجارية لتصاميم ووردبرس.  وفي نفس العام دخلت الشركة في شراكة مع A2 Hosting لتوفير حساب استضافة لمستخدميها. 

## استقبال
على WordPress.org ، حصلت إضافة Elementor على تصنيف 4.7 نجوم.  أعطاها ThemeIsle.com تصنيف 9.3 ، قائلاً إنها تحتوي على العديد من القوالب، ووحدات المحتوى المختلفة ، وكان سهل الاستخدام. 

## روابط خارجية
- الموقع الرسمي